# План «Барбаросса»

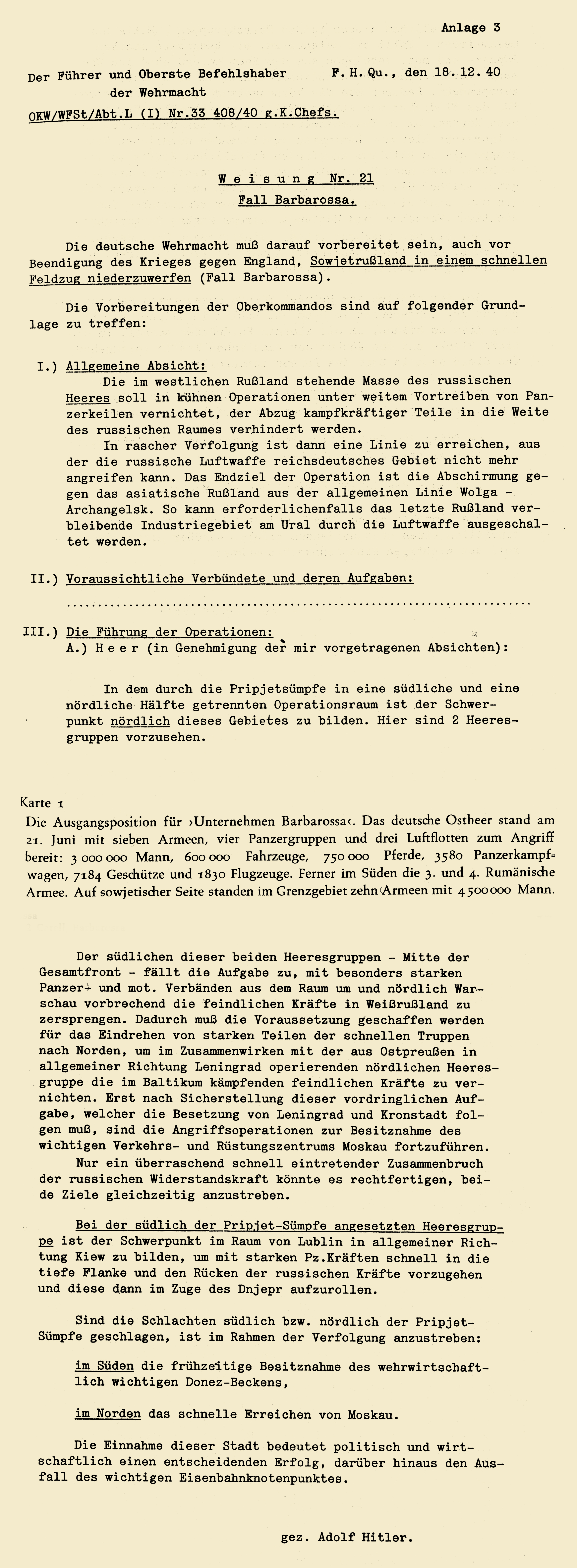
Основа плана

Директи́ва № 21. План «Барбаро́сса» (нем. Weisung Nr. 21. Fall Barbarossa) — кодовое название разработанного к декабрю 1940 года плана нападения нацистской Германии на СССР, реализацию которого предприняли впоследствии в виде одноимённой операции «Барбаросса». Главная задача — «разгромить Советский Союз в ходе одной кратковременной кампании», используя опыт применения так называемой стратегии «блицкрига» — молниеносной войны в Европе. Экономический подраздел плана, связанный с эксплуатацией территории СССР, получил наименование План «Ольденбург» («Зелёная папка» Геринга).

## Военно-политическая обстановка
С приходом к власти в Германии НСДАП и Адольфа Гитлера (1933) в стране резко возросли реваншистские настроения. Нацистская пропаганда убеждала немцев в необходимости завоевания жизненного пространства на Востоке. 
Уже в середине 1930-х годов руководство Третьего рейха заявляло о неизбежности в ближайшем будущем войны с СССР. 
В 1939 году, планируя нападение на Польшу и предвидя возможное вступление в войну на её стороне Великобритании и Франции, германское руководство решило обезопасить себя с востока — в августе между Германией и СССР был заключён Договор о ненападении, разделивший сферы интересов сторон в Восточной Европе. 
1 сентября 1939 года Германия напала на Польшу, после чего Великобритания и Франция объявили войну Германии. 17 сентября Советский Союз ввёл войска на Западную Украину и в Западную Белоруссию и позднее присоединил эти территории. Между Германией и СССР появилась общая граница.
2 ноября 1939 года Гитлер на совещании с генералами заявил:
долго сомневался, где начинать — на Западе или на Востоке. Однако я не для того создал вермахт, чтобы он не наносил ударов. Во мне всегда была внутренняя готовность к войне. Получилось так, что нам удалось сначала ударить по Востоку. Причина быстрого окончания польской войны лежит в превосходстве нашего вермахта… Россия в настоящее время не опасна. Она ослаблена многими внутренними событиями, а кроме того, у нас с ней договор. Однако договоры соблюдаются только до тех пор, пока они целесообразны. Мы сможем выступить против России только тогда, когда у нас будут свободные руки на Западе…
В апреле — июне 1940 года Германия захватила Данию, Норвегию, Бельгию, Нидерланды, Люксембург и нанесла поражение Франции. Таким образом, к июню 1940 года Германии удалось кардинально изменить стратегическую ситуацию в Европе, вывести из войны Францию и изгнать с континента британскую армию. Победы вермахта породили в Берлине надежды на скорое завершение войны с Англией, что позволило бы Германии бросить все силы на разгром СССР, а это, в свою очередь, развязало бы ей руки для борьбы с США. Однако Германии не удалось принудить Великобританию к заключению мира. Война продолжалась, боевые действия велись на море, в Северной Африке и на Балканах. В июне 1940 года началась подготовка к реализации плана десантной операции по высадке комбинированного десанта на английское побережье под названием «Морской лев». В ходе планирования, однако, командованию вермахта постепенно стало понятно, что бросок через Ла-Манш может превратиться в операцию с неопределённым результатом, сопряжённую с тяжёлыми потерями.
В октябре 1940 года подготовка «Морского льва» была свёрнута до весны 1941 года. Германия предприняла попытки привлечь к союзу против Англии Испанию и Францию, а также инициировала переговоры с СССР. На советско-германских переговорах в ноябре 1940 года Германия предложила СССР присоединиться к Тройственному пакту и «дележу наследства Англии», но СССР, формально признав возможность такого шага, выставил условия, которые были явно неприемлемыми для Германии.

## Начало разработки

### Первые данные
В работе Карла Клее упоминается, что ещё «2 июня 1940 года, после завершения первой фазы французской кампании, Гитлер посетил штаб группы армий „А“ в Шарлевилле».
А. Н. Яковлев цитирует далее К. Клее: 

Перед началом совещания он прогуливался … с командующим группой армий «А» (фон Рундштедтом) и начальником штаба группы (фон Зоденштерном). Как бы ведя личную беседу, Гитлер сказал, что если, как он ожидает, Франция «отпадет» и будет готова к заключению разумного мира, то у него, наконец, будут развязаны руки для выполнения своей настоящей задачи — разделаться с большевизмом. Вопрос состоит в том — так дословно высказался Гитлер — каким образом «я скажу об этом своему ребенку».— Сборник 1941. Кн. 1, док. № 3. — М.: МФ «Демократия», 1998.
В дальнейшем Г. фон Рундштедт и Г. фон Зоденштерн примут участие как в разработке плана «Восточного похода», так и его реализации в 1941 г.
22 июня 1940 г., в день подписания Компьенского перемирия и ровно за год до начала «Восточного похода», Ф. Гальдер в военном дневнике предполагает: «Ближайшее время покажет, заставят ли наши успехи вступить Англию на путь благоразумия или же она попытается одна вести войну и дальше». И уже 25 июня начальник генштаба ОКХ упоминает обсуждение создания ударных группировок (в Польше, своеобразном «трамплине на Востоке»): «новый акцент: ударная сила на Востоке (15 пех., 6 танк., 3 мот.)».

#### «Английская» и «Восточная проблемы»
30 июня 1940 г. Ф. Гальдер пишет о «беседе с Вейцзеккером, который сообщил мнение Гитлера»: «Основное внимание — на Восток». Эрнст фон Вайцзеккер цитировал фюрера:

Англии мы должны будем, вероятно, ещё раз продемонстрировать нашу силу, прежде чем она прекратит борьбу и развяжет нам руки на Востоке.— Ф. Гальдер Военный дневник. Раздел июнь 1940 г.
По результатам данных переговоров со статс-секретарем фон Вейцзеккером начальник генштаба «счел необходимым сделать для себя заметку — проанализировать возможности и перспективы военной кампании против Советского Союза».
3 июля, после обсуждения с начальником оперативного отдела генштаба ОКХ Г. фон Грейфенбергом, появляется уже «первая конкретная запись в дневнике Гальдера, относящаяся к подготовке агрессии против Советского Союза»:

В настоящее время на первом плане стоят английская проблема, которую следует разрабатывать отдельно, и восточная проблема.
Основное содержание последней: способ нанесения решительного удара России, чтобы принудить её признать господствующую роль Германии в Европе
— Ф. Гальдер Военный дневник. Раздел июль 1940 г.
Таким образом, в начале июля «основное военно-политическое решение Гитлера» в дневнике начальника генштаба «записано уже в такой безапелляционной форме». Военное руководство ставило тогда перед собой две стратегические цели одновременно: «английская проблема» и «восточная проблема». По решению первой, «связанной с операцией против Англии», в тот же день обсуждалось «создание в генштабе рабочей группы во главе с Грейфенбергом», составление в ближайшее время проекта оперативного плана десанта на Британские острова.
По «восточной проблеме» 4 июля Гальдер беседовал с командующим 18-й армией, «покорителем Парижа» генералом Г. фон Кюхлером и начальником штаба Э. Марксом: «Я инструктировал их о задачах 18-й армии, касающихся оперативных проблем на Востоке». Также отмечен доклад начальника отдела «Иностранные армии — Восток» полковника Эберхарда Кинцеля «о группировке русских войск», который послужил основой для всех последующих расчётов при разработке плана «Барбаросса». Характерной чертой материалов, представленных Кинцелем, была недооценка сил, расположенных вблизи границы 1-го стратегического эшелона, и особенно резервов Красной армии.

### Логика Гитлера

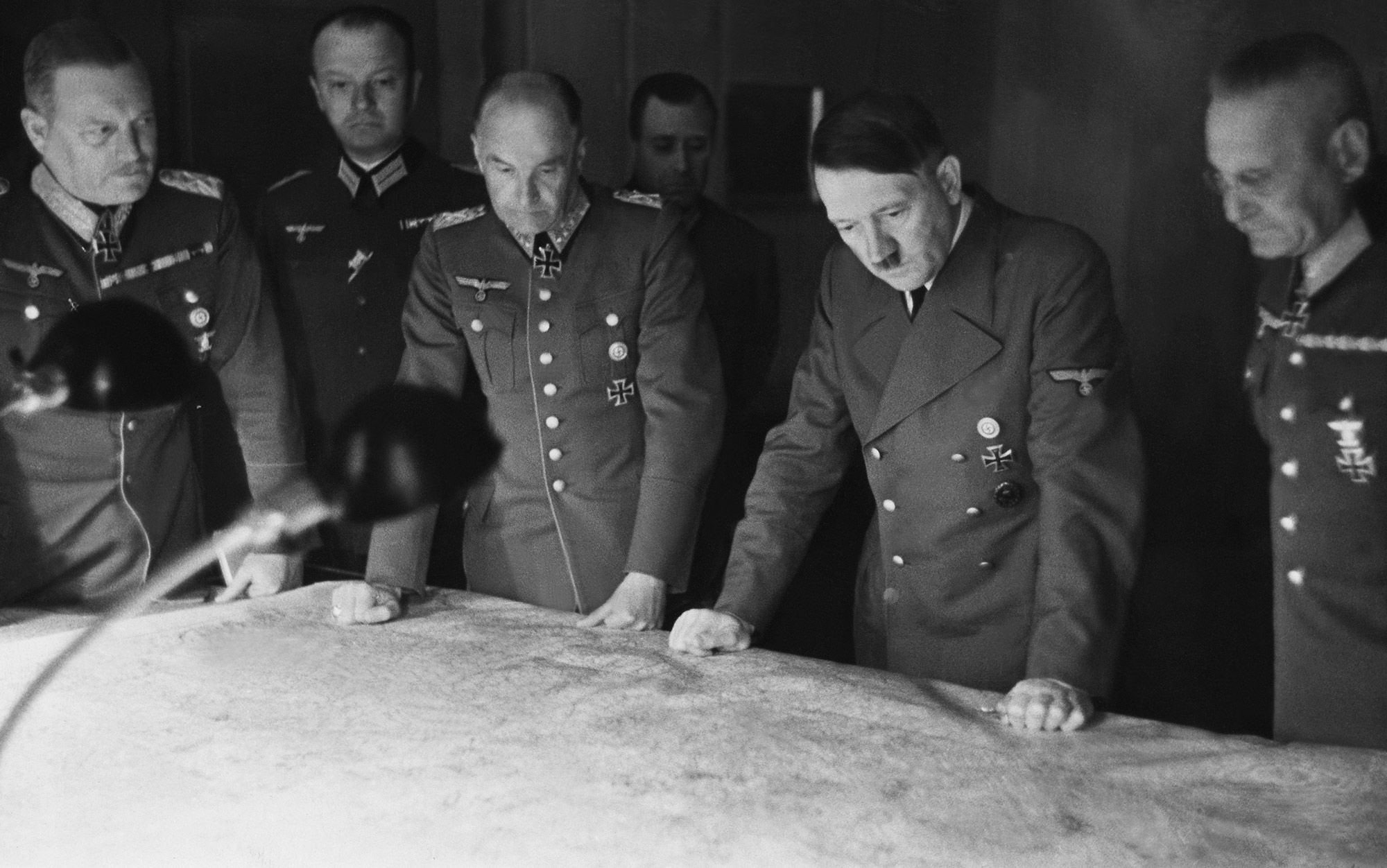
Федеральный архив, фотография 146-1971-070-61, Гитлер проводит совещание с генералами

Решение о войне с СССР и общий план будущей кампании были оглашены Гитлером на совещании с высшим военным командованием 31 июля 1940 года, вскоре после победы над Францией. В своём дневнике начальник генерального штаба Франц Гальдер приводит заявление Гитлера:

Надежда Англии — Россия и Америка. Если рухнут надежды на Россию, Америка также отпадёт от Англии, так как разгром России будет иметь следствием невероятное усиление Японии в Восточной Азии. […]
Если Россия будет разгромлена, Англия потеряет последнюю надежду. Тогда господствовать в Европе и на Балканах будет Германия.
Вывод: В соответствии с этим рассуждением Россия должна быть ликвидирована. Срок — весна 1941 года.
Чем скорее мы разобьём Россию, тем лучше. Операция будет иметь смысл только в том случае, если мы одним стремительным ударом разгромим всё государство целиком. Только захвата какой-то части территории недостаточно. Остановка действий зимой опасна. Поэтому лучше подождать, но принять твёрдое решение уничтожить Россию.
— Ф. Гальдер. Военный дневник. Конспект речи Гитлера 31 июля 1940 года.
Ф. Гальдер также отмечает, что первоначально Гитлером определено «начало [военной кампании] — май 1941 года, продолжительность операции — пять месяцев». Сама же операция распадается на:
1-й удар: Киев, выход на Днепр; авиация разрушает переправы. Одесса.
2-й удар: Через прибалтийские государства на Москву; в дальнейшем двусторонний удар — с севера и юга; позже — частная операция по овладению районом Баку.

## Планирование войны штабами ОКХ и ОКВ
Ведущее место в планировании войны Германии против СССР занял генеральный штаб сухопутных войск (ОКХ) вермахта во главе с его начальником генерал-полковник Ф. Гальдером. Наряду с генштабом сухопутных войск активную роль в планировании «восточного похода» играл штаб оперативного руководства верховного главнокомандования вооружённых сил Германии (ОКВ) во главе с генералом А. Йодлем подчиняющийся своему начальнику В.Кейтель и получавшим указания непосредственно от Гитлера.

### План ОКХ

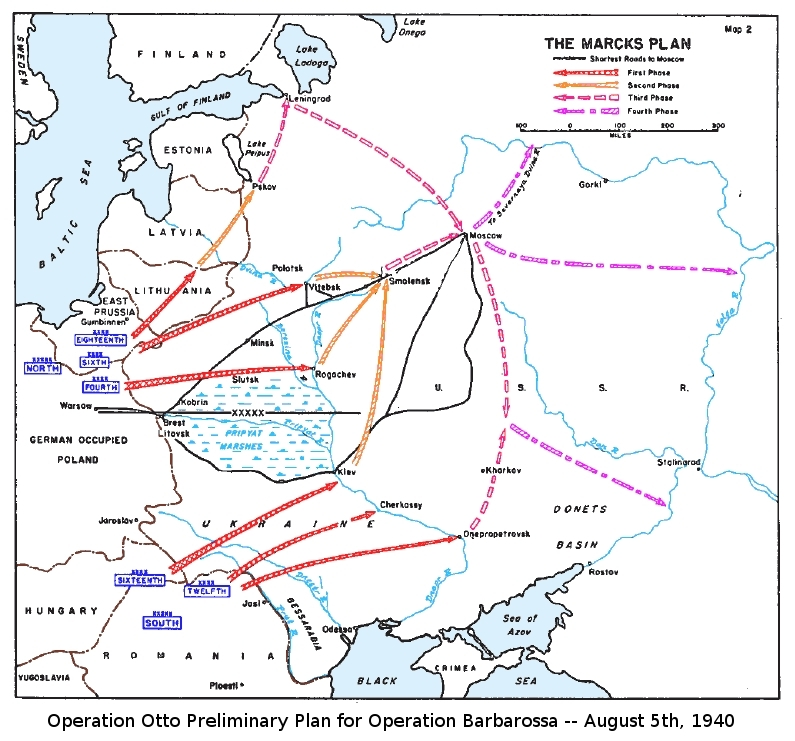
Схема ударов немецких войск по проекту генерала Э. Маркса, 5-6 августа 1940 года

22 июля 1940 года Гальдер поставил перед начальником оперативного отдела генштаба ОКХ полковником X. Грейфенбергом первые конкретные задачи по разработке проектов замысла войны против СССР. К этой работе были привлечены также начальник отдела иностранных армий Востока подполковник Э. Кинцель, а с 24 июля — военно-географический отдел генштаба. Для ускорения разработки плана «восточного похода» Гальдер распорядился привлечь генерала Э. Маркса, ещё со времён Первой мировой войны считавшегося лучшим специалистом по России.
В начале августа Маркс представил свой проект операции «Ост», в котором были учтены все имевшиеся в генеральном штабе данные о вооружённых силах и экономике СССР, об особенностях местности, климата и состоянии дорог будущего театра военных действий. В соответствии с разработкой Маркса для войны против СССР предполагалось развернуть 147 дивизий, в том числе 24 танковых и 12 моторизованных. Для нанесения главного удара намечалось создать ударную группировку севернее Припятских болот в составе 68 дивизий, в том числе 15 танковых и двух моторизованных. Второй удар планировалось нанести к югу от Припяти силами 35 дивизий, в том числе пяти танковых и шести моторизованных. В резерв главного командования ОКХ выделялось 44 дивизии (36 пехотных, четыре танковых, четыре моторизованных), которые должны были продвигаться в основном за северной группой. Исход всей кампании против СССР, подчёркивалось в разработке, в значительной степени будет зависеть от эффективности ударов танковых и моторизованных соединений. Общая продолжительность «восточного похода» определялась Марксом в 9—17 недель. За это время германские войска должны были выйти на рубеж Ростов — Горький — Архангельск.
В начале сентября генерал Маркс по указанию Гальдера сдал все подготовленные материалы по планированию «восточного похода» генерал-майору Ф. Паулюсу, только что назначенному на должность первого обер-квартирмейстера и постоянного заместителя начальника генштаба. Под его руководством сотрудники генерального штаба продолжали разрабатывать предложения по созданию группировки войск для войны против СССР, их стратегическому сосредоточению и развёртыванию. 29 октября Гальдеру была представлена памятная записка «Первоначальный набросок генерального штаба ОКХ относительно оперативных принципов ведения войны против Советского Союза». В ней отмечалось преимущество германских войск над советскими в боевом опыте и, как следствие, возможность их успешных действий в условиях манёвренной быстротечной войны.
Паулюс исходил из предположения, что советские силы, развёрнутые против Германии, будут составлять примерно 125 стрелковых дивизий, 50 танковых и мотомеханизированных бригад. Прибытие резервов определялось следующим графиком: до третьего месяца войны ожидалось 30—40 русских дивизий, до шестого месяца — ещё 100 дивизий. Однако немецкая разведка не смогла вскрыть создание второго стратегического эшелона, появление которого в июле 1941 года станет неприятной неожиданностью для командования сухопутных сил.
Паулюс считал, что решающее превосходство в силах и средствах можно обеспечить за счёт внезапности нападения. Для этого было предложено разработать комплекс мероприятий по дезинформации советского руководства. Как и Маркс, Паулюс считал необходимым лишить войска Красной армии возможности отступать вглубь страны и вести подвижную оборону. Перед германскими группировками ставилась задача охватывать, окружать и уничтожать войска противника, не позволяя им отходить.

### План ОКВ
Параллельно в штабе оперативного руководства ОКВ по указанию генерала Йодля велась разработка собственного варианта «восточного похода». Основываясь на указаниях фюрера, Йодль приказал подполковнику Б. Лоссбергу из отдела обороны страны (оперативного) подготовить проект директивы «восточного похода» и провести исследования, связанные с привлечением для войны против СССР Финляндии, Турции и Румынии. Свою разработку («Этюд Лоссберга») Лоссберг представил Йодлю 15 сентября 1940 года. В отличие от варианта генштаба ОКХ им предусматривалось создание трёх стратегических группировок: двух севернее Припятских болот и одной южнее их. Главный удар предполагалось нанести центральной группировкой на участке между Днепром и Западной Двиной с тем, чтобы рассечь советские силы в районе Минска, а затем наступать в общем направлении на Москву. Согласно этому проекту, северная группировка должна была наступать из Восточной Пруссии на рубеж Западной Двины с целью овладеть Прибалтикой, а потом Ленинградом. Южная группировка наносила бы удары на обоих флангах с задачей окружить и уничтожить советские войска на территории Западной Украины, а в ходе последующего наступления форсировать Днепр, овладеть остальной частью Украины, установив при этом непосредственную связь с центральной группировкой. В дальнейшем намечалось объединить действия трёх стратегических группировок для достижения рубежа Архангельск — Горький — Волга (до Сталинграда) — Дон до впадения в Азовское море. «Этюд Лоссберга» предусматривал возможность организованного отступления советских войск вглубь СССР, чтобы «навязать наступающим армиям трудности растянутых коммуникаций и связанные с ними трудности снабжения», а затем нанести контрудары по ослабленным немецким группировкам. Поэтому предусматривалось, что вермахт разобьёт РККА в приграничных сражениях, чтобы советское командование не организовало планомерного отступления. К войне против СССР планировалось привлечь Финляндию и Румынию. Финские войска должны были (совместно с немецкими частями из Норвегии) наступать на Мурманск и на Ленинград. Румынская армия должна была прикрывать наступающие с территории Румынии немецкие войска.

## Окончательная доработка и утверждение
В середине ноября 1940 года в ОКХ был подготовлен план «Отто», который курировал Фридрих Паулюс. 19 ноября 1940 года Гальдер представил «Отто» Браухичу, который не внëс в него существенных изменений.
В ноябре-декабре 1940 года генеральный штаб ОКХ продолжал уточнять и проигрывать на картах разработки по действиям на основных стратегических направлениях, по распределению сил и средств для наступления, а также согласовывал результаты этой работы со штабом оперативного руководства ОКВ. В ходе уточнений замысла кампании пришли к выводу о необходимости расчленить фронт советской обороны на отдельные участки, где постараться блокировать советские войска, лишив их возможностей для отхода. Согласно проекту «Отто» было признано наиболее целесообразным создать три ударные группировки, из которых северная будет наступать на Ленинград, центральная — через Минск на Смоленск, южная — на Киев, причём наиболее сильной надлежало быть центральной. Всего в «восточном походе» предусматривалось использовать 105 пехотных, 32 танковые и моторизованные дивизии.
28 ноября 1940 года Гальдер и Паулюс поручили начальнику группы армий «А» Георгу фон Зоденштерну создать оперативно-стратегическую разработку для ведения кампании против СССР. 5 декабря 1940 года «Отто» был представлен Гитлеру, который одобрил этот план. Гитлер дал указание предусмотреть окружение советских войск в Прибалтике.
В первой половине декабря штаб оперативного руководства ОКВ занялся сведением воедино вариантов плана «восточного похода» и подготовкой проекта директивы верховного главнокомандующего. 17 декабря Йодль доложил Гитлеру подготовленный проект директивы. Гитлер сделал ряд замечаний. По его мнению, очень важно было обеспечить прорыв советской обороны и быстрое продвижение моторизованных сил как севернее, так и южнее Припятских болот, после чего следовало бы осуществить их поворот на север и юг с тем, чтобы окружить и уничтожить войска Красной армии в Прибалтике и на Украине. Наступление на Москву Гитлер полагал возможным только после захвата Прибалтики и Украины, что изолировало бы Советский Союз от Балтийского и Чёрного морей. Он также подчеркнул, что все проблемы, связанные с войной в Европе, должны быть решены в 1941 году, так как в 1942 году США будут в состоянии вступить в войну.

### Директива № 21 «План Барбаросса»

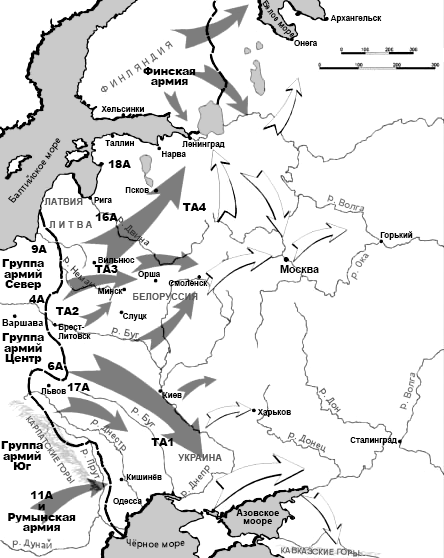
Вариант «Барбаросса»

18 декабря 1940 года после внесения некоторых уточнений в проект Гитлер подписал директиву № 21 верховного главнокомандования вермахта, получившую условное наименование «Вариант Барбаросса» и ставшую основным руководящим документом в войне против СССР. Именно в этот день план агрессии против СССР впервые получил название «Вариант Барбаросса». Вооружённым силам Германии ставилась задача «разгромить Советскую Россию в ходе одной кратковременной кампании», для чего предполагалось использовать все сухопутные войска за исключением тех, которые выполняли оккупационные функции в Европе, а также примерно две трети ВВС и небольшую часть ВМС. Стремительными операциями с глубоким и быстрым продвижением танковых клиньев германская армия должна была уничтожить находившиеся в западной части СССР основные силы советских войск и не допустить отхода боеспособных частей вглубь страны. В дальнейшем, быстро преследуя противника, немецкие войска должны были достичь линии, откуда советская авиация была бы не в состоянии совершать налеты на Третий рейх. Конечная цель кампании — выйти на линию Архангельск — Волга — Астрахань, создав там, в случае надобности, условия немецким ВВС для «воздействия на советские промышленные центры на Урале».
В качестве ближайшей стратегической цели войны против СССР были поставлены разгром и уничтожение советских войск в Прибалтике, Белоруссии и на Правобережной Украине. Предполагалось, что в ходе этих операций вермахт достигнет Киева с укреплениями восточнее Днепра, Смоленска и района южнее и западнее озера Ильмень. Дальнейшая цель заключалась в том, чтобы своевременно занять важный в военном и экономическом отношении Донецкий угольный бассейн, а на севере — быстро выйти к Москве. К операциям по взятию Москвы директива требовала приступить лишь после уничтожения советских войск в Прибалтике, захвата Ленинграда и Кронштадта.
Задача германских ВВС заключалась в срыве противодействия советской авиации и поддержке собственных наземных войск на решающих направлениях. От военно-морских сил требовалось обеспечивать оборону своего побережья, не допуская прорыва советского флота из Балтийского моря. После нейтрализации советского флота им предстояло обеспечивать германские морские перевозки на Балтике и снабжать по морю северный фланг сухопутных войск.
Для нападения Германия выделила 152 дивизии (в том числе 19 танковых и 14 моторизованных) и 2 бригады. Союзники должны были выставить 29 пехотных дивизий и 16 бригад. Если считать 2 бригады за 1 дивизию, то общие силы вторжения составляли 190 дивизий. Их поддерживали значительные силы флота и две трети ВВС Третьего рейха.
Начало вторжения было намечено на 15 мая 1941 года. Предполагаемая продолжительность основных боевых действий составляла по плану 4—5 месяцев.
Директива № 21 была подготовлена в 9 экземплярах: 3 экз. — командующим войсками, 6 экз. — положены в сейфы ОКВ.
Приказ был подписан 10 июня 1941 года, за 12 дней до вторжения в СССР. С 18 июня 1941 г. от разведчиков в Москву стали поступать донесения, что на границе гитлеровские войска стягивают силы в 170 дивизий. По плану резидента СР в Токио Рихарда Зорге даты нападения назывались самые разные. Сначала предполагалось, что война начнётся в апреле 1941 года, затем — после окончания сева, ближе к июню, если Берлин заставит капитулировать Лондон. С середины мая сообщалось, что война начнётся летом 1942 г.

## Оперативно-стратегическое планирование
С завершением разработки общего плана войны Германии против СССР оперативно-стратегическое планирование было перенесено в штабы видов вооружённых сил и объединений войск, где разрабатывались более конкретные планы, уточнялись и детализировались задачи войскам, определялись мероприятия по подготовке к войне вооружённых сил, экономики, будущего театра военных действий.
Под руководством Паулюса генеральный штаб ОКХ более месяца готовил директиву по стратегическому сосредоточению и развёртыванию войск с учётом указаний Гитлера, сделанных на совещании руководящего состава вермахта в Бергхофе 9 января 1941 года. Выступая на совещании, фюрер подчеркнул, что не следует недооценивать вооружённые силы СССР, хотя они и представляют собой «глиняный колосс без головы». Он потребовал выделить самые лучшие силы и осуществлять операции таким образом, чтобы как можно быстрее отрезать советские войска в Прибалтике и не заниматься постепенным вытеснением их по всему фронту.

### Директива ОКХ по стратегическому сосредоточению и развёртыванию вермахта
В январе 1941 года был проведëн ряд игр на картах, а также сформулированы основы действий немецких войск на каждом из операционных направлений. В итоге было проведено совещание в Берлине 31 января 1941 года, на котором фельдмаршал фон Браухич информировал, что германский план базируется на предположении о сражении Красной армии к западу от линии Западной Двины и Днепра. А. В. Исаев отмечает, что «относительно последнего замечания фон Бок скептически отметил в своем дневнике»:

Когда я спросил Гальдера, есть ли у него точная информация относительно того, что русские будут удерживать территорию перед упомянутыми реками, он немного подумал и произнес: «Такое вполне может быть».— Исаев А. В. Неизвестный 1941. Остановленный блицкриг.
По мнению Исаева, «германское планирование с самого начала исходило из некоего предположения, основанного на общих рассуждениях», так как «действия противника, то есть Красной армии, могли отличаться от предполагаемых германским высшим командованием».
Тем не менее, 31 января главнокомандующий сухопутных войск генерал-фельдмаршал В. фон Браухич подписал директиву ОКХ № 050/41 по стратегическому сосредоточению и развёртыванию вермахта, а 3 февраля вместе с Гальдером доложил её Гитлеру. Директива, развивавшая и конкретизировавшая принципы войны против СССР, изложенные в директиве № 21, определяла конкретные задачи всем группам армий, армиям и танковым группам на глубину, которая обеспечивала достижение ближайшей стратегической цели: уничтожение войск Красной армии к западу от Днепра и Западной Двины. Предусматривались мероприятия по взаимодействию сухопутных войск с ВВС и ВМФ, сотрудничеству с государствами-союзниками, переброске войск и др.
Главная задача, согласно директиве, состояла в том, чтобы «осуществить широкие подготовительные мероприятия, которые позволили бы нанести поражение Советской России в быстротечной кампании ещё до того, как будет закончена война против Англии». Достигнуть этого намечалось нанесением быстрых и глубоких ударов мощными подвижными группировками севернее и южнее Припятских болот с целью разобщить и уничтожить главные силы советских войск в западной части СССР, не допустив отступления их боеспособных частей в обширные внутренние районы страны. Выполнению этого замысла, говорилось в директиве, будут способствовать попытки крупных соединений советских войск «остановить немецкое наступление на линии рек Днепр, Западная Двина».
Германское руководство исходило из необходимости обеспечить разгром советских войск на всём протяжении линии фронта. В результате задуманного грандиозного «пограничного сражения» у СССР не должно было оставаться ничего, кроме 30-40 резервных дивизий. Этой цели предполагалось достичь наступлением по всему фронту. Основными оперативными линиями были признаны московское и киевское направления. Их обеспечивали группы армий «Центр» (на фронте 500 км сосредотачивалось 48 дивизий) и «Юг» (на фронте 1250 км сосредотачивалось 40 немецких дивизий и значительные силы союзников). Группа армий «Север» (29 дивизий на фронте 290 км) имела задачу обеспечивать северный фланг группы «Центр», захватить Прибалтику и установить контакт с финскими войсками. Общее число дивизий первого стратегического эшелона, с учётом финских, венгерских и румынских войск, составляло 157 дивизий, из них 17 танковых и 13 моторизованных, и 18 бригад.
На восьмые сутки немецкие войска должны были выйти на рубеж Каунас — Барановичи — Львов — Могилев-Подольский. На двадцатые сутки войны они должны были захватить территорию и достигнуть рубежа: Днепр (до района южнее Киева) — Мозырь — Рогачёв — Орша — Витебск — Великие Луки — южнее Пскова — южнее Пярну. После этого следовала пауза продолжительностью двадцать дней, во время которой предполагалось сосредоточить и перегруппировать соединения, дать отдых войскам и подготовить новую базу снабжения. На сороковой день войны должна была начаться вторая фаза наступления. В ходе её намечалось захватить Москву, Ленинград и Донбасс.
Особое значение придавалось захвату Москвы: «Захват этого города означает как в политическом, так и в экономическом отношениях решающий успех, не говоря уже о том, что русские лишатся важнейшего железнодорожного узла». Командование вермахта считало, что на защиту столицы Красная армия бросит последние оставшиеся силы, что даст возможность разгромить их в одной операции.
В качестве окончательной была указана линия Архангельск — Волга — Астрахань, однако германский Генеральный штаб так далеко операцию не планировал.
После доклада Гитлеру директива ОКХ № 050/41 была направлена в штабы групп армий, военно-воздушных и военно-морских сил. По рекомендации генерального штаба в группах армий были проведены двусторонние командно-штабные игры. После обсуждения их итогов на совещаниях главного командования сухопутных войск с представителями групп армий штабы групп армий разработали оперативные планы своих объединений, которые 20 февраля были рассмотрены в генеральном штабе ОКХ.

### Корректировка планов нападения
В связи с решением Гитлера расширить масштабы операции «Марита» (нападение на Грецию), для которой потребовалось привлечение дополнительных сил, в середине марта 1941 года в план войны против СССР были внесены изменения, касавшиеся в основном действий на южном фланге германской группировки. 12-я армия, которая должна была действовать здесь, по приказу Гитлера была полностью задействована в Греции и была оставлена там после завершения балканской кампании. В связи с этим было признано возможным на первом этапе войны против СССР ограничиться на восточной границе Румынии сковывающими действиями германо-румынских войск, для руководства которыми на территории Румынии было образовано управление новой армии — 11-й, которое к середине мая должно было полностью туда передислоцироваться.
Указания Гитлера по изменению плана операции «Барбаросса» нашли отражение в директиве Браухича № 644/41 от 7 апреля 1941 года. В ней указывалось, что выделение дополнительных сил для Балканской кампании потребовало перенесения начала операции на более поздний срок — на четыре — шесть недель. Все подготовительные мероприятия, включая переброску подвижных соединений, необходимых для наступления в первом оперативном эшелоне, директивой требовалось завершить приблизительно к 22 июня.
В. И. Дашичев отмечал, что на совещании 30 апреля 1941 года, где Гитлер объявил дату начала войны против СССР — 22 июня, — главком ОКХ фон Браухич дал следующий прогноз военных действий на Восточном фронте: «Предположительно, крупные приграничные сражения продолжительностью до 4 недель. В дальнейшем следует ожидать лишь незначительного сопротивления».
С целью сохранения секретности вооружённые силы Румынии, Венгрии и Финляндии получили конкретные задачи только перед началом войны.

## Военно-политические, экономические и идеологические цели операции «Барбаросса»
План нападения на СССР также предусматривал использование ресурсов захваченных территорий, определявшееся планом «Ольденбург», разработанным под руководством рейхсмаршала Геринга и утверждённым Гитлером 29 апреля 1941 года. Этим документом предусматривались овладение и постановка на службу Рейху всех запасов сырья и крупных промышленных предприятий на территории между Вислой и Уралом. Наиболее ценное промышленное оборудование предполагалось отправить в Рейх, а то, которое не может пригодиться Германии, — уничтожить. Территорию европейской части СССР планировалось децентрализовать экономически и сделать аграрно-сырьевым придатком Германии. Территорию европейской части СССР предлагалось разделить на четыре экономических инспектората (Ленинград, Москва, Киев, Баку) и 23 экономических комендатуры, а также 12 бюро. Позднее предполагалось разбить эту территорию на семь экономически зависимых от Германии государств.
9 мая 1941 года Альфред Розенберг сделал доклад фюреру о плане расчленения СССР и создания местных органов управления. На территории СССР предусматривалось создать пять рейхскомиссариатов, подразделяющихся на генеральные комиссариаты и, далее, на районы. План был принят с рядом поправок.
О военно-политических и идеологических целях операции «Барбаросса» свидетельствует ряд высказываний Гитлера.
Как следует из слов начальника штаба оперативного руководства ОКВ генерала А. Йодля (запись от 3 марта 1941 года), Гитлер заявил следующее:

Предстоящая война явится не только вооружённой борьбой, но и одновременно борьбой двух мировоззрений. Чтобы выиграть эту войну в условиях, когда противник располагает огромной территорией, недостаточно разбить его вооружённые силы, эту территорию следует разделить на несколько государств, возглавляемых своими собственными правительствами, с которыми мы могли бы заключить мирные договоры…
Всякая революция крупного масштаба вызывает к жизни такие явления, которые нельзя просто отбросить в сторону. Социалистические идеи в нынешней России уже невозможно искоренить. Эти идеи могут послужить внутриполитической основой при создании новых государств и правительств. Еврейско-большевистская интеллигенция, представляющая собой угнетателя народа, должна быть удалена со сцены. Бывшая буржуазно-аристократическая интеллигенция, если она ещё и есть, в первую очередь среди эмигрантов, также не должна допускаться к власти. Она не воспримется русским народом и, кроме того, она враждебна по отношению к немецкой нации. Это особенно заметно в бывших прибалтийских государствах. Кроме того, мы ни в коем случае не должны допустить замены большевистского государства националистической Россией, которая в конечном счёте (о чём свидетельствует история) будет вновь противостоять Германии.
Наша задача и заключается в том, чтобы как можно быстрее с наименьшей затратой военных усилий создать эти зависимые от нас социалистические государства..

Из многочасовой речи на совещании 30 марта 1941 года:

Борьба двух идеологий… Огромная опасность коммунизма для будущего. Мы должны исходить из принципа солдатского товарищества. Коммунист никогда не был и никогда не станет нашим товарищем. Речь идёт о борьбе на уничтожение. Если мы не будем так смотреть, то, хотя мы и разобьём врага, через 30 лет снова возникнет коммунистическая опасность. Мы ведём войну не для того, чтобы законсервировать своего противника.
Будущая политическая карта России: Северная Россия принадлежит Финляндии, протектораты в Прибалтике, Украине, Белоруссии.
Борьба против России: уничтожение большевистских комиссаров и коммунистической интеллигенции. Новые государства должны быть социалистическими, но без собственной интеллигенции. Не следует допускать, чтобы образовалась новая интеллигенция. Здесь достаточно будет лишь примитивной социалистической интеллигенции. Следует вести борьбу против яда деморализации. Это далеко не военно-судебный вопрос. Командиры частей и подразделений обязаны знать цели войны. Они должны руководить в борьбе…, прочно держать войска в своих руках. Командир должен отдавать свои приказы, учитывая настроение войск.
Война будет резко отличаться от войны на Западе. На Востоке жестокость является благом на будущее. Командиры должны пойти на жертвы и преодолеть свои колебания…
— Дневник начальника генерального штаба сухопутных сил Ф. Гальдера
28 апреля 1941 года главнокомандующий сухопутных войск генерал-фельдмаршал В. фон Браухич издал приказ «Порядок использования полиции безопасности и СД в соединениях сухопутных войск». В этом приказе подчёркивалось, что войсковые командиры совместно с командирами специальных карательных формирований службы безопасности (СД) несут ответственность за проведение акций по уничтожению в тыловых прифронтовых районах без суда и следствия коммунистов, евреев и «прочих радикальных элементов».
В свою очередь, 13 мая 1941 года начальник штаба ОКВ генерал-фельдмаршал В. Кейтель издал указ «Об особой подсудности в районе „Барбаросса“ и особых полномочиях войск». Этот документ снимал с солдат и офицеров вермахта любую ответственность за будущие уголовные преступления на оккупированной территории СССР. Им предписывалось быть безжалостными, расстреливать на месте без суда и следствия всех, кто окажет хотя бы малейшее сопротивление или будет сочувствовать партизанам.
Далее, 6 июня 1941 года штаб ОКВ издал «Инструкцию об обращении с политическими комиссарами» («Приказ о комиссарах»). Солдатам и офицерам вермахта предписывалось истреблять на месте всех попавших в плен политработников Красной армии.